# Hymenaphorura arantiana
Hymenaphorura arantiana  (лат.) — вид ногохвосток рода Hymenaphorura семейства Odontellidae. Впервые описан зоологами Марией Луизой Вайнер и Норбертом Штомпом в 2001 году.
Видовой эпитет дан в честь реки Эрнц-Нуар (лат. Arantia), в которой и были найдены экземпляры вида.

## Распространение, описание
Эндемик Люксембурга. Типовые экземпляры собраны из участков на границе с Германией (возможно, вид будет обнаружен и там).
Самки достигают в длину 0,89—1,18 мм, взрослые самцы — 0,77—1 мм. Тело вытянутое, цилиндрической формы, белого цвета (в спирту). Усики примерно той же длины, что и голова. Вентральный отдел у самцов утрачен. Схож с видом Hymenaphorura parva Skarylski & Pomorski.